# Przełęcz Trawna
Przełęcz Trawna – przełęcz położona na terenie Pogórza Wielickiego (Pasmo Draboża) na wysokości 393 m, pomiędzy dwoma wierzchołkami Trawnej Góry – 426 i 418 m. Na przełęczy położony jest przysiółek Trawna Góra, należący do wsi Bachorowice. 

## Szlaki turystyczne
Marcyporęba – Trawna Góra – Przełęcz Trawna – Przełęcz Zapusta – Draboż – Przytkowice przyst. kol – Kalwaria Zebrzydowska – Lanckorona
 Wyźrał – Lgota – Trawna Góra – Przełęcz Trawna – Lubań – Wysoka – Klecza Dolna – Klecza Górna przyst. kol.